# Vidar Skolen
Vidar Skolen er en Rudolf Steiner-skole i Gentofte. Retningslinjerne for den pædagogik der danner grundlaget for arbejdet på Vidar Skolen, er udformet af Rudolf Steiner i forbindelse med grundlæggelsen af den første Waldorfskole  i Stuttgart i 1919. Siden da er der i hele verden oprettet omkring 1000 skoler.
Vidar Skolen blev som den første grundlagt i 1950 og er en af de 17 Rudolf Steiner skoler i Danmark. Den er en eksamensfri og karakterfri skole, hvor eleverne ikke adskilles på grund af forskelligartede begavelser. Dette tilgodeser det faktum, at der findes mange former for begavelser, nogle er mere musikalske eller kunstneriske, andre har lettest ved at arbejde med hænderne, og endelig har nogle let ved at arbejde med abstrakte problemstillinger.
Gennem 12 års undervisning, der lægger lige megen vægt på kunstneriske, håndværksmæssige og intellektuelle fag, lærer eleverne at udvikle alle deres evner og at beundre det, de andre elever kan.
Skolen arbejder efter en ganske bestemt læreplan, hvor de enkelte fag og fagenes forskellige emner indføres på bestemte tidspunkter, som er begrundet i Rudolf Steiner-pædagogikkens hensyntagen til barnets udvikling. Indlæringen af undervisningsstoffet er ikke et mål i sig selv, men et pædagogisk middel i opdragelsen. Undervisningen bliver altså givet på en sådan måde, at man på hvert klassetrin arbejder med de emner, der virker udviklende for aldersgruppen.